# Agnes Pardaens
Agnes Pardaens (Rotselaar, 9 oktober 1956) is een voormalige Belgische atlete, die gespecialiseerd was in de lange afstand. Ze nam eenmaal deel aan de Olympische Spelen en veroverde twee Belgische titels.

## Biografie
Agnes Pardaens was vooral gespecialiseerd in de marathon. Ze werd tweemaal Belgisch kampioene in deze discipline. Ze nam in 1986 deel aan de Europese kampioenschappen, waar ze een tiende plaats haalde en in 1987 aan de wereldkampioenschappen in Rome, waar ze vijftiende werd. In 1987 liep ze in Boston een Belgische besttijd. Ze nam ook deel aan de Olympische Spelen van 1988.
Pardaens behaalde ook nog medailles op het Belgisch kampioenschap veldlopen en de 10.000 m.

### Clubs
Pardaens was aangesloten bij Vilvoorde AC, maar begon haar atletiekcarrière bij Booischot AC.

## Belgische kampioenschappen
| Onderdeel | Jaar       |
| --------- | ---------- |
| marathon  | 1985, 1986 |

## Persoonlijke records
| Onderdeel | Prestatie | Datum         | Plaats   |
| --------- | --------- | ------------- | -------- |
| 10.000 m  | 33.09,12  | 28 juli 1989  | Heverlee |
| marathon  | 2:29.50   | 20 april 1987 | Boston   |

## Palmares

### 10.000 m
- 1989:  BK AC – 33.09,12 (3e overall)

### 10 km
- 1989:  Steamboat in Steamboat Springs - 35.46

### 15 km
- 1986: 11e WK in Lissabon - 49.49
- 1987: 10e WK in Monte Carlo - 49.56

### 10 Eng. mijl
- 1987:  Dam tot Damloop - 54.06
- 1990:  Dam tot Damloop - 55.16

### 20 km
- 1987:  20 km van Parijs – 1:08.39
- 1987:  20 km door Brussel – 1:05.23

### halve marathon
- 1986:  Route du Vin - 1:11.35
- 1987:  City-Pier-City Loop - 1:12.37
- 1987:  Route du Vin - 1:12.34
- 1990: 5e City-Pier-City Loop - 1:13.41
- 1990:  Route du Vin - 1:12.17

### marathon
- 1982:  marathon van Brussel - 2:59.15
- 1982:  marathon van Aalter - 2:51.38
- 1984:  marathon van Brussel - 2:49.43
- 1985:  marathon van Rotterdam - 2:45.07
- 1985:  BK AC in Leuven – 2:42.25
- 1985:  marathon van Brussel – 2:46.37
- 1985: 24e New York City Marathon - 2:48.39
- 1986:  marathon van Marseille - 2:38.01
- 1986:  BK AC in Lommel – 2:37.05
- 1986: 10e EK in Stuttgart – 2:40.33
- 1987: 15e WK in Rome – 2:39.52
- 1987:  Boston Marathon – 2:29.50
- 1988: DNF OS in Seoel
- 1990: 7e marathon van Hamburg - 2:41.42
- 1990: 10e marathon van Nagoya - 2:40.09
- 1990: 6e marathon van Hamburg - 2:41.42

### veldlopen
- 1987:  BK AC in Sint-Lambrechts-Woluwe
- 1987: 67e WK in Warschau - 18.06